# Аристовул (апостол от 70)
Аристову́л (др.-греч. Ἀριστόβουλος, лат. Aristobulus) — апостол от семидесяти, епископ Вританийский (Британский).
Родился на острове Кипр. Вместе со своим братом, апостолом от семидесяти Варнавой, он сопровождал апостола Павла в его путешествиях. Аристовул упоминается в Послании апостола Павла к Римлянам (Рим. 16:10). Апостол Павел поставил Аристовула во епископа и послал его на проповедь Евангелия в Британию, где по преданию он многих обратил ко Христу, за что претерпел гонения со стороны язычников. Скончался Аристовул в Британии по всей видимости мученической смертью, хотя это не подтверждается источниками.

## Дни памяти и покровительство
- В православном церковном календаре: 16 (29) марта, 4 (17) января — соборная память апостолов от семидесяти и 31 октября (13 ноября)[2].
- В католическом: 16 марта.